# Вельфер
Вельфер (нім. Welver) — сільська громада в Німеччині, знаходиться в землі Північний Рейн-Вестфалія. Підпорядковується адміністративному округу Арнсберг. Входить до складу району Зост.
Площа — 85,6 км². Населення становить 11 829 ос. (станом на 31 грудня 2020).

## Географії

### Сусідні міста та громади
Вельфер межує з 4 містами / громадами:
- Гамм
- Ліппеталь
- Зост
- Верль

## Галерея

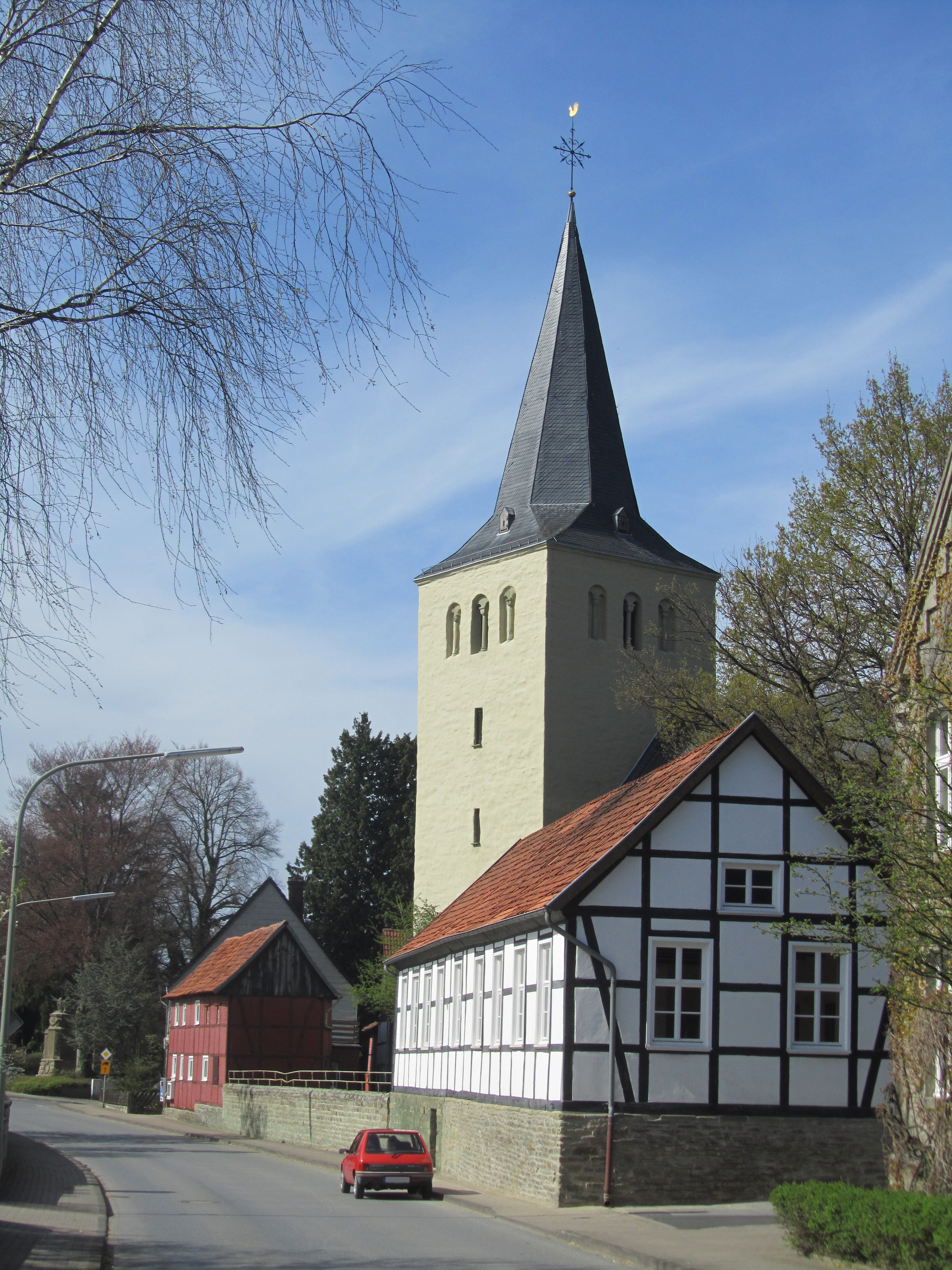
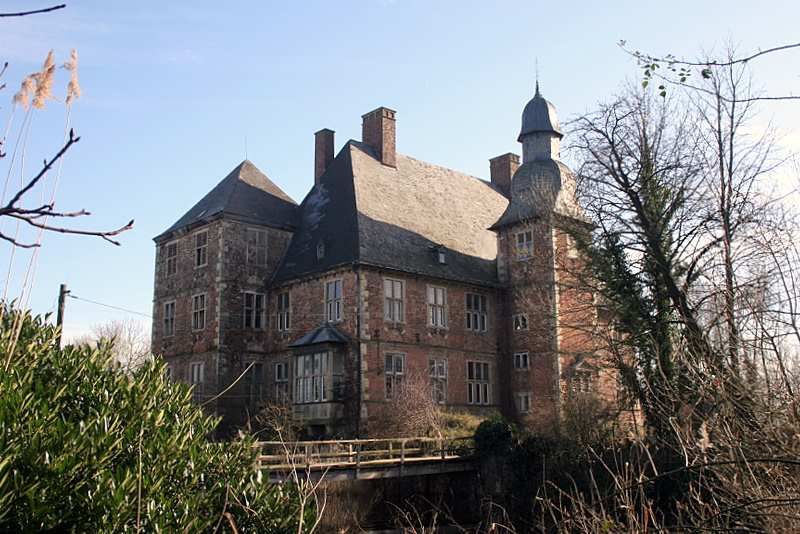
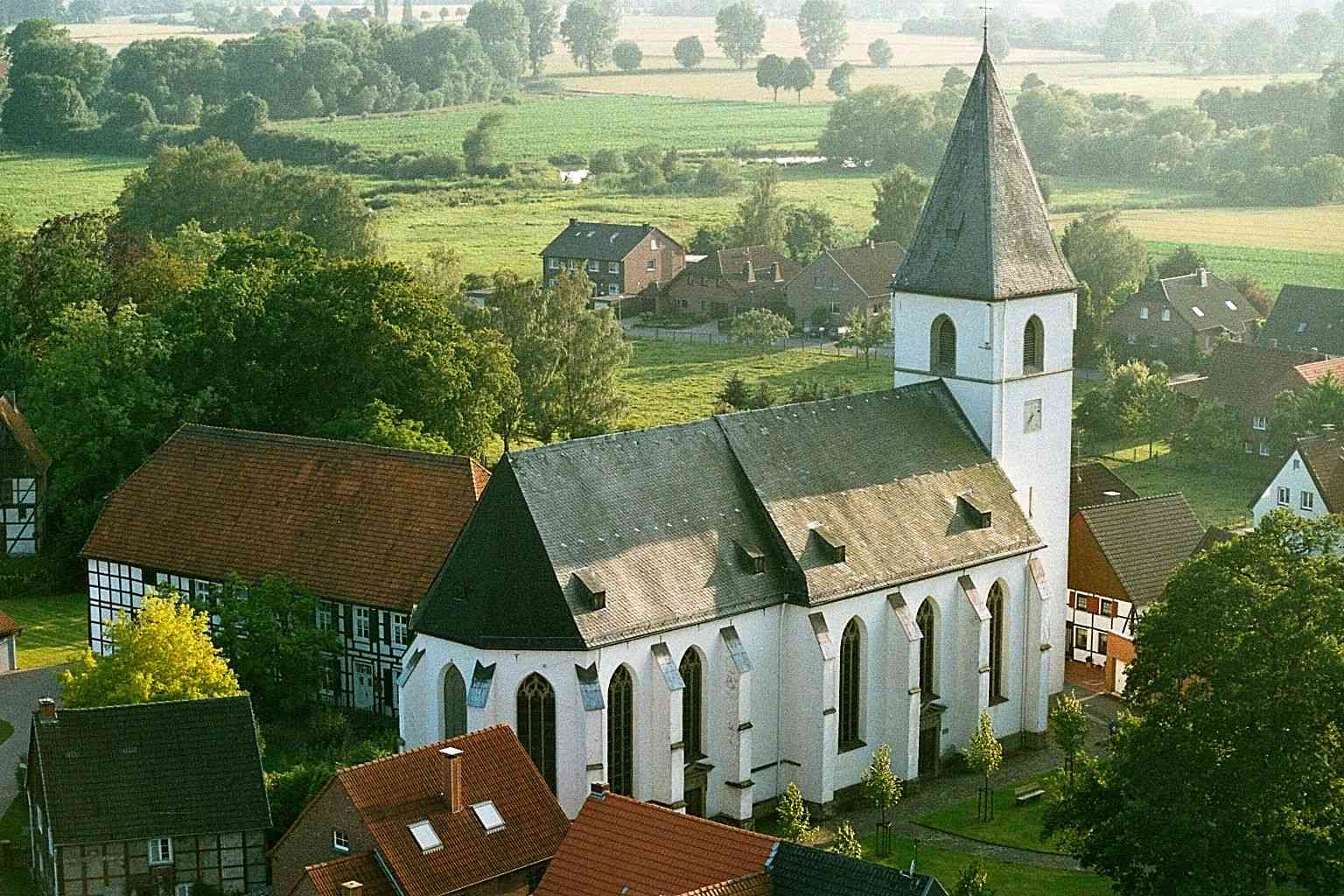
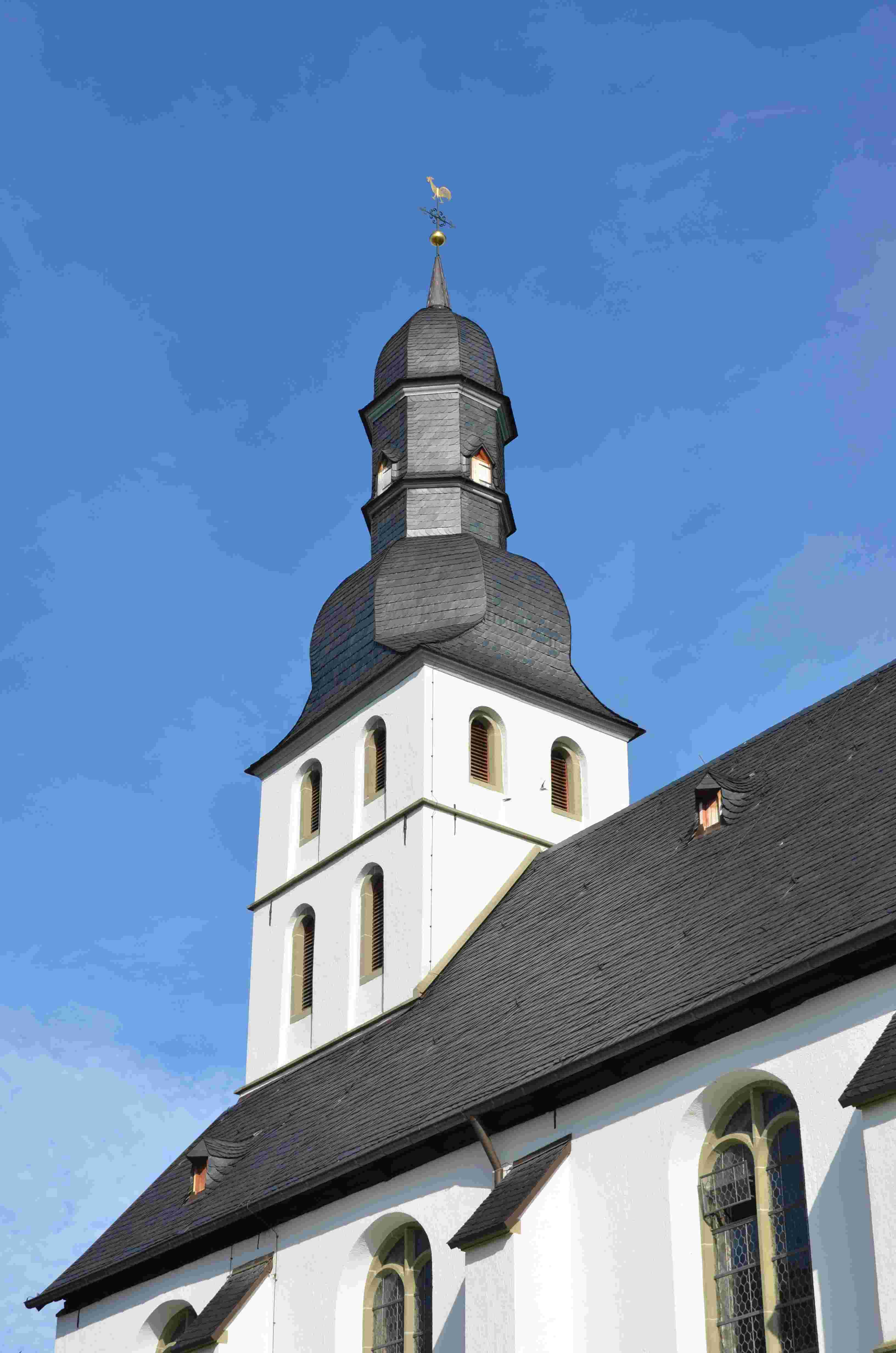

### Адміністративний поділ
Громада  складається з 21 району:
- Балькзен
- Бервікке
- Блумрот
- Боргельн
- Дінкер
- Дорфвельфер
- Енінгзен
- Айльмзен
- Айнекке
- Айнеккерользен
- Флерке
- Іллінген
- Клотінген
- Маєріх
- Мерклінгзен
- Нательн
- Реклінгзен
- Шайдінген
- Швефе
- Штокларн
- Феллінггаузен